# زبان‌شناسی ساخت‌گرا
زبان‌شناسی ساخت‌گرا (به انگلیسی: Structural linguistics) یکی از رویکردهای نظری در زبان‌شناسی است که زبان را به مثابه یک نظام نشانه‌شناختی خودمحور مورد مطالعه قرار می‌دهد که اجزای آن بر اساس روابط خود با دیگر اجزای همان سیستم تعریف می‌شوند. فردینان دوسوسور، زبان‌شناس سوییسی را پیشگام زبان‌شناسی ساخت‌گرا می‌دانند؛ چرا که در کتاب خود، دورهٔ زبان‌شناسی همگانی که در سال ۱۹۱۶ منتشر شد، زبان را یک سیستم پویا معرفی کرد که بین اجزای آن ارتباط وجود دارد. سوسور همچنین به این مشهور است که چند سطح ابتدایی تحلیل نشانه‌شناختی را به ما شناساند که تا امروزه نیز از اهمیت ساقط نشده‌اند.
البته اصطلاح ساخت‌گرایی در معنایی که مد نظر ماست، توسط خود سوسور به کار نرفته بود و او نام رویکرد خود را نشانه‌شناسی می‌گذاشت. این رویکرد مبتنی بر برداشت اروپایی از این مفهوم است.
از سوی دیگر، گروهی از زبان‌شناسان توصیف گرای آمریکایی را عموماً لئونارد بلومفیلد و پیروانش را نیز که تحت تأثیر رفتارگرایی بودند، در آمریکا ساختگرا نامیده‌اند.
به زبان ساده‌تر، افرادی که به ساخت‌گرایی زبان عقیده دارند، معتقدند که زبان از اجزای مختلفی تشکیل شده‌ است که این اجزا با کنار هم قرار گرفتن یک زبان را می‌سازند لذا برای فراگیری یک زبان تنها لازم است تا این ساختارها را به ذهن سپارد تا بتوان به آن زبان مسلط شد. این اجزا شامل لغات یک زبان، گرامر، حروف تعریف و … هر زبانی می‌شوند.